# Josef von Sternberg
Josef von Sternberg (n. 29 mai 1894, Viena, Austro-Ungaria – d. 22 decembrie 1969, Hollywood, California, SUA) a fost un regizor de film austriaco-american. Familia sa a emigrat definitiv în Statele Unite ale Americii când el avea paisprezece ani. El a crescut la New York și a început să lucreze la World Film Company  din Fort Lee, New Jersey, unde a fost instruit de către regizorul francez Emile Chautard.
Sternberg a început să lucreze la Hollywood, realizând primul său film ca regizor în anul 1925. Charlie Chaplin a devenit interesat de el și l-a angajat să regizeze un film. Sternberg a lucrat la ultimele filme mute realizate la sfârșitul anilor 1920, timp în care a adoptat în numele lui particula „von”, care sugera existența unor origini aristocratice pe care el nu le avea în realitate. După ce a lucrat cu vedeta germană Emil Jannings, el a fost invitat de la Hollywood la Berlin în 1930 pentru a face primul lungmetraj sonor german Der blaue Engel (Îngerul albastru), o coproducție între studiourile Paramount din SUA și UFA din Germania, cu Jannings și cu o artistă necunoscută de revistă pe nume Marlene Dietrich. A realizat șase filme la Hollywood, cu Marlene Dietrich în rol principal, creând o legendă cinematografică. El a fost nominalizat la Premiul Oscar pentru cel mai bun regizor pentru două dintre aceste filme: Maroc (1930) și Shanghai Express (1932).

## Biografie

### Copilăria și formarea profesională
Josef von Sternberg s-a născut sub numele de Jonas Sternberg (unele surse îl numesc „Jonas Stern” sau „Josef Stern”) în 1894 într-o familie evreiască din Viena. Când el avea doi ani, tatăl său Moses (Morris) Sternberg, un fost soldat în armata Austro-Ungariei, a plecat în Statele Unite ale Americii în căutare de lucru. Restul familiei a emigrat și s-a alăturat tatălui atunci când Jonas avea vârsta de șapte ani. Trei ani mai târziu, întreaga familie s-a întors la Viena. După ce Josef a împlinit paisprezece ani, familia a emigrat din nou în Statele Unite ale Americii, stabilindu-se în New York. Tatăl lui a găsit de lucru acolo, ca muncitor la o fabrică de dantelă, ducând o luptă grea pentru a supraviețui. Josef von Sternberg a învățat limba engleză în școlile publice din New York, care erau pline de imigranți.

### Începutul carierei
Sternberg a abandonat studiile la Liceul Jamaica din New York și a lucrat pe post de comisionar la un depozit de dantelă. Mai târziu, el a obținut un loc de muncă la curățarea și repararea peliculelor. În jurul anului 1915 lucra pentru William A. Brady la World Film Company  din Fort Lee, New Jersey. Acolo, el a fost instruit de către Emile Chautard și de alți regizori și cineaști vorbitori de limbă franceză de la World. Chautard l-a angajat pe Sternberg ca asistent de regie în 1919 la realizarea unei versiuni cinematografice a romanului Misterul camerei galbene.  Sternberg și-a făcut debutul regizoral în 1925 cu The Salvation Hunters, considerat de unii istorici a fi primul film independent american. 
Actorul/coproducătorul Elliott Dexter a adăugat particula nobiliara „von” la numele lui Sternberg în 1925, în timpul producției filmului By Divine Right, presupunând că filmul va trezi un mai mare interes. Sternberg nu a protestat, deoarece i-a plăcut comparația cu regizorul Erich von Stroheim, pe care îl admira foarte mult.
Charlie Chaplin a fost impresionat de The Salvation Hunters și i-a încurajat pe Douglas Fairbanks și Mary Pickford să achiziționeze drepturile de difuzare. Pickford i-a cerut lui Sternberg să regizeze un film cu ea în rolul principal, dar a respins primul lui scenariu. Chaplin l-a însărcinat să scenarizeze și să regizeze filmul A Woman of the Sea (cunoscut, de asemenea, sub numele de The Sea Gull), în care a juat fosta sa vedetă și iubită Edna Purviance, dar mai târziu a distrus filmul. Singurele fotografii din filmul A Woman of the Sea au fost publicate de familia Ednei Purviance în 2008.
Sternberg a avut un oarecare succes comercial mai târziu, în anii 1920, la compania Paramount Pictures cu filmele mute The Last Command  și The Docks of New York (ambele din 1928). Acestea au fost remarcate pentru calitățile lor cinematografice. Reputația lui a crescut, de asemenea, datorită filmelor timpurii cu gangsteri Underworld (1927) și Thunderbolt (1929).

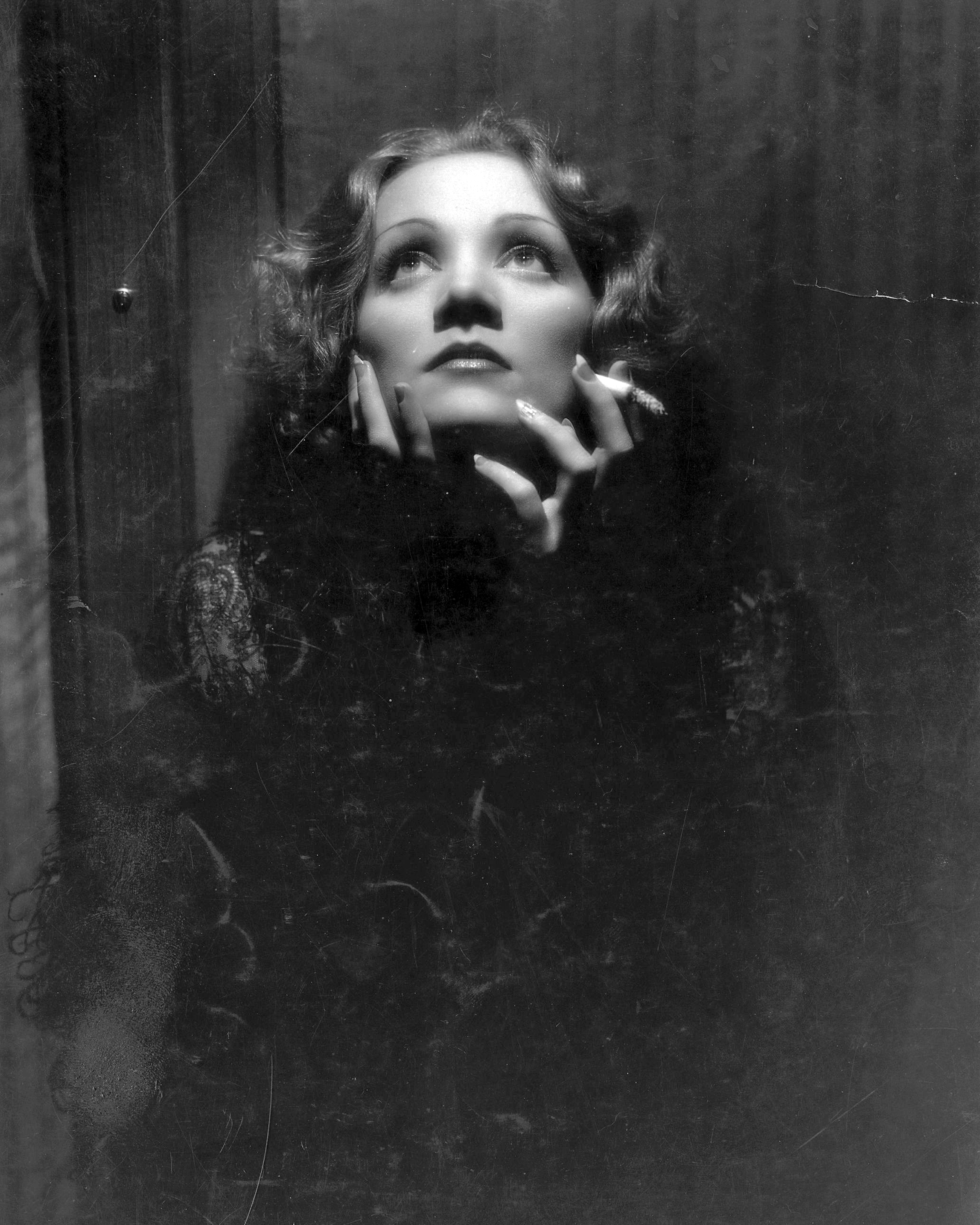
Marlene Dietrich în Shanghai Express
În acest afiș faimos, Sternberg a folosit efectul luminos de fluture pentru a evidenția trăsăturile fizice ale lui Dietrich.
(Paramount 1932, fotografie realizată de Don English)

Cariera lui Sternberg a suferit un declin după Thunderbolt și el a acceptat invitația de a face un film în Germania. În 1929, Sternberg a lucrat la Berlin, unde a regizat Der blaue Engel (Îngerul albastru; 1930), simultan în versiunile germană și engleză. Acest film a devenit foarte apreciat. El a fost cel de-al doilea film al lui Sternberg cu actorul german Emil Jannings, care l-a interpretat pe profesorul Rath. (Primul a fost The Last Command.)
Sternberg a distribuit-o pe puțin cunoscuta pe atunci Marlene Dietrich ca Lola Lola, personajul principal feminin; ca urmare, ea a devenit o vedetă internațională peste noapte. Apoi, el a invitat-o în SUA, oferindu-i cadouri, inclusiv un automobil Rolls-Royce Phantom II verde. Mașina a apărut mai târziu în primul film din SUA, Maroc. Sternberg și Dietrich au colaborat mai târziu în Statele Unite ale Americii la șase filme notabile: Maroc (1930), Dezonorata (1931), Shanghai Express (1932), Blonde Venus (1932), The Scarlet Empress (1934) și The Devil is a Woman   (1935). The Scarlet Empress este deosebit de apreciat pentru decorurile sale sugestive.
De asemenea, el a contribuit la imaginea strălucitoare a unor vedete ca Dietrich, Carole Lombard, Rita Hayworth și Dolores del Rio, ajutând la crearea și la definirea acestui concept la Hollywood. Grace Moore a jucat rolul împărătesei Elisabeta a Austriei în filmul The King Steps Out (1936). 
În 1932, Sternberg i-a comandat arhitectului Richard Neutra să proiecteze „Casa Von Sternberg”, o reședință americană modernistă avangardistă. Ayn Rand a cumpărat-o mai târziu și a locuit în ea. Casa a fost în cele din urmă demolată în anul 1972 când proprietarul a decis să reproiecteze zona.

### Cariera ulterioară
Macao (1952) a fost ultimul film realizat de Sternberg la Hollywood, iar filmul ulterior Anatahan (1953) a fost făcut în Japonia. El relatează povestea unui grup de soldați japonezi care au refuzat să creadă că cel de-al Doilea Război Mondial s-a încheiat. Sternberg a scris, narat, filmat și regizat filmul. Ultima sa creație cinematografică a avut parte de o distribuire limitată și a fost un eșec financiar.
El a coregizat Jet Pilot (1957) la Hollywood în timp ce se afla încă sub contract cu producătorul Howard Hughes. Filmul a fost lansat la șapte ani după ce a fost terminat.
Între anii 1959 și 1963 Sternberg a predat un curs de estetica filmului la University of California din Los Angeles, bazat pe propriile sale lucrări. Printre studenții lui au fost Jim Morrison și Ray Manzarek, care au format ulterior grupul rock The Doors. Grupul a înregistrat unele melodii cu referire la Sternberg. Manzarek l-a descris pe Sternberg ca având „probabil cea mai mare influență asupra formației The Doors”.
Atunci când nu lucra în California, Sternberg a locuit într-o casă pe care a construit-o pentru el însuși în Weehawken, New Jersey.
Sternberg a scris o autobiografie intitulată Fun in a Chinese Laundry (1965); titlul a provenit dintr-un film de comedie mai vechi. A murit în 1969, în urma unui atac de cord, fiind în vârstă de 75 de ani. El a fost înmormântat în Cimitirul Westwood Village Memorial Park din Westwood, California, în apropierea mai multor studiouri de film.

## Filmografie

### Filme mute
- 1925 The Salvation Hunters
- 1926 The Exquisite Sinner (film pierdut)
- 1926 A Woman of the Sea (cunoscut și ca The Sea Gull or Sea Gulls, pierdut)
- 1927 Underworld
- 1928 The Last Command
- 1928 The Dragnet (pierdut)
- 1928 The Docks of New York
- 1929 The Case of Lena Smith (pierdut)

### Filme sonore
- 1929 Thunderbolt
- 1930 Îngerul albastru (Der blaue Engel)
- 1930 Maroc (Morocco)
- 1931 Dezonorata (Dishonored)
- 1931 O tragedie americană (An American Tragedy)
- 1932 Shanghai Express
- 1932 Viciul blond (Blonde Venus)
- 1934 Uraganul (The Scarlet Empress)
- 1935 Capriciu spaniol (The Devil is a Woman)
- 1935 Crimă și pedeapsă (Crime and Punishment)
- 1936 The King Steps Out
- 1939 Sergeant Madden
- 1941 The Shanghai Gesture
- 1943 The Town (scurtmetraj)
- 1952 Macao
- Anatahan (1952–1958, cunoscit și ca The Saga of Anatahan)

### Documentare
- 1935 The Fashion Side of Hollywood

### Alte proiecte
- 1925 The Masked Bride (regizat împreună cu Christy Cabanne, nemenționat)
- 1927 It (regizat împreună cu Clarence G. Badger, nemenționat)
- 1927 Children of Divorce (regizat împreună cu Frank Lloyd, nemenționat)
- 1928 Street of Sin (regizat împreună cu Mauritz Stiller, nemenționat)
- 1937 I, Claudius (neterminat)
- 1938 The Great Waltz (regizat împreună cu Julien Duvivier, nemenționat)
- 1940 I Take This Woman (regizat împreună cu W.S. Van Dyke, nemenționat)
- 1946 Duel in the Sun (regizat împreună cu King Vidor, nemenționat)
- 1957 Jet Pilot (Sternberg a regizat doar o mică porțiune a acestui film, în 1950, în timp ce se afla încă sub contract cu Howard Hughes)

## Memorii
- Sternberg, Josef von: Fun in a Chinese Laundry. London: Secker and Warburg, 1965.